# La Cabanassa
La Cabanassa (en francès La Cabanasse) és una comuna catalana, a la comarca del Conflent. Administrativament, forma part de l'Estat francès.
Formen la comuna el poble de la Cabanassa, els antics llocs de la Perxa i els Molins, i el nou de les Artigues.
A la Cabanassa, treballen pas massa, diu la dita.

## Etimologia
Explica Joan Coromines que la Cabanassa és un dels topònims derivats del llatí capanna (construcció rústica de muntanya), prou abundants en la toponímia del país. En aquest cas es tracta de cabanes amb sufix augmentatiu, cosa que indica la importància que degué tenir el lloc en temps pretèrits, ja que es tractava d'un o diversos hostals de camí ral.

## Geografia

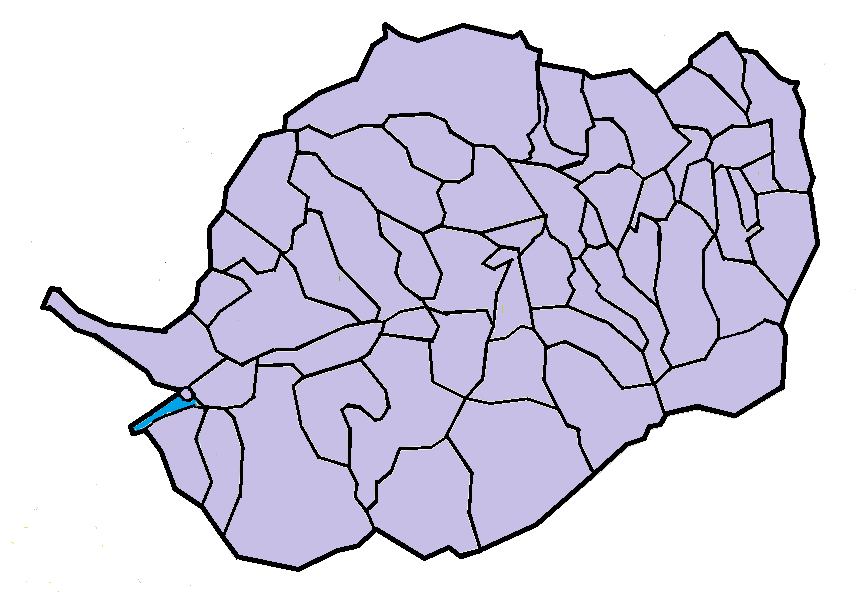
La Cabanassa dins de la comarca del Conflent

### Localització i característiques generals del terme
El terme comunal de la Cabanassa, de 32.600 hectàrees d'extensió, és situat a l'extrem occidental de la comarca, al límit amb l'Alta Cerdanya. És íntegrament a la dreta de la Tet, que arriba a tocar al nord-oest de Montlluís, al límit amb la Llaguna. Pel fet que el Coll de la Perxa és dins del seu territori, el terme de la Cabanassa es migparteix entre la conca del Segre, a l'oest, i el de la Tet, a l'est.
La Cabanassa forma part del Parc Natural Regional dels Pirineus Catalans. Dins del terme hi ha una part del Bosc Estatal del Camí Ramader.
Termes municipals limítrofs:
| Bolquera (Alta Cerdanya) | La Llaguna / Montlluís | Sautó |
|                          |                        |       |
| Eina (Alta Cerdanya)     | Sant Pere dels Forcats |       |

### La Cabanassa

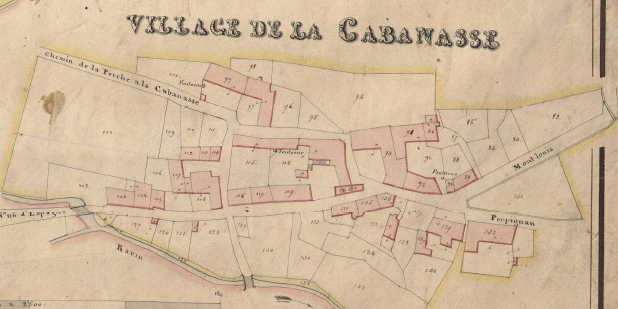
La Cabanassa en el Cadastre napoleònic del 1812 (Arxius Departamentals dels Pirineus Orientals, ADPO)

La Cabanassa, antigament Vilar de Caselles, és un poble allargassat al pas del Camí Ral, substituït modernament per la carretera N - 116, el traçat antic de la qual és el de l'actual D - 10. És documentada el 965 com a villare Casales i Caselles. Al llarg dels anys es van donar encara d'altres denominacions: villare de Ces Cases (1265), Cabanas de Perticha (1342), la Cabana (1392) i, finalment, la Cabanassa (1570). El nom definitiu prové d'un alberg de camí ral, cabanassa, proper al Coll de la Perxa.
El poble és al sud de la meitat oriental de la comuna, a prop al sud-oest de la vila de Montlluís, damunt del mateix límit amb Sant Pere dels Forcats, poble que també és molt proper, al sud. A l'extrem meridional de la zona central del poble hi ha l'església parroquial de Santa Maria de la Cabanassa i els principals edificis comunals, ran mateix del Jardó. Modernament, a causa del seu emplaçament, la Cabanassa ha sofert una creixença, moderada, però significativa, sobretot cap a ponent, en una estreta franja entre la carretera i la línia del ferrocarril. Al nord-ést del poble es troba l'Estació de Montlluís - la Cabanassa del Tren Groc, que serveix ahora per a Montlluís (per això porta el nom de les dues poblacions).

### La Perxa

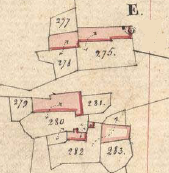
La Perxa en el Cadastre napoleònic del 1812 (ADPO)

El lloc de la Perxa és en el sector occidental del terme de la Cabanassa, en el mateix Coll de la Perxa. Es troba, així, doncs, damunt de la partió d'aigües del Segre i de la Tet, límit natural entre la Cerdanya i el Conflent.
Actualment a la Perxa hi ha el nucli vell, ran de carretera general (N - 116), i una urbanització nova al nord-oest, anomenada Patau.

### Els Molins, o les Molines

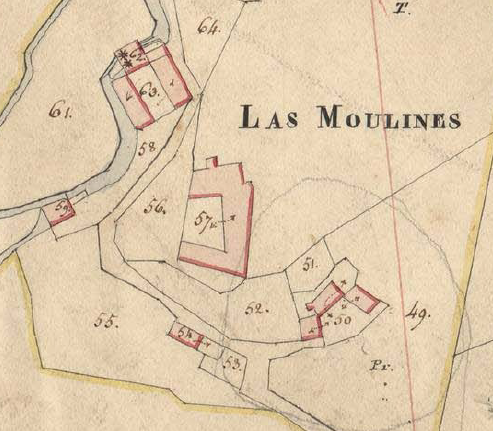
Els Molins en el Cadastre napoleònic del 1812 (ADPO)

Els Molins, o les Molines, és un petit lloc situat al nord-est de la Cabanassa, a prop al sud de les muralles de Montlluís. És a ran del Canal dels Molins, construït el 1686 pel Marquès de Durban, a partir del qual es generà el veïnat.

### Les noves urbanitzacions
Les Artigues és una moderna urbanització situada al nord del terme de la Cabanassa, a prop al sud-oest de Montlluís, a prop també d'altres petits nuclis de població sorgits des de darreries del segle xx a l'entorn de la vila i fortalesa militar, la major part, però, en terme de la Cabanassa, com Cambra d'Ase, les Fustes, les Lupins, les Marmotes, les Mélèzes, Plein Soleil i Roques Blanques.

### El Castellàs, o Montlluís Vell, o el Vilar d'Ovança
Les poques restes que romanen del Vilar d'Ovança, o Montlluís Vell, actualment denominat el Castellàs són just uns 200 metres al sud de les muralles de Montlluís, però dins del terme de la Cabanassa. En resten tot just les restes d'una torre de guaita quadrada, popularment anomenada la Castellassa, o Castellàs.

### Els masos del terme
En tot el terme de la Cabanassa, com a mas, només es pot comptar amb el Mas Aldebert. Hi ha algunes barraques, totes elles ara esdevingudes noms en desús, antics: Barraca d'en Beneset, Barraca d'en Bigorra, Barraca d'en Colomer i Barraca d'en Piguillem. Hi ha algunes construccions més, fora dels nuclis de població: el Monument a Emmanuel Brousse i el Pont de Fetges, a més de les ruïnes del Vilar d'Ovança (el Montlluís vell), el Castell d'Ovança i la Torre de la Castellassa, o Castellàs.

### Hidrònims
Els pocs cursos d'aigua presents en el terme de la Cabanassa són la Tet, que banya l'extrem nord del terme, el Jardó, o Rec del Jardó, afluent de la Tet, i el seu afluent Rec de la Perxa. A l'extrem occidental del terme comunal hi ha el Rec de Sant Joan, o de Sant Joan de la Perxa, o de Sant Joan de Rusclaina, afluent del Rec de Bolquera, que pertanyen a la conca del Segre. De fonts destacables només hi ha la Font i la Font mineral, la darrera dins del nucli urbà. Finalment, de canals d'irrigació s'hi poden trobar el Rec de les Artigues i el Rec dels Molins, o del Molí del Rei.

### Orònims
Hi ha pocs orònims, en el terme de la Cabanassa. Cal comptar-hi el tram de la Cabanassa del Bosc Estatal del Camí Ramader, el Coll de la Perxa, o Coll o Port de Jardó, la Coma de Sant Joan de la Perxa, la Coma Lempeda (nom antic), les Escomes, o Escomes de Vernoi, la Plana de Sant Joan i el Serrat de la Gallarda.

### El terme comunal
Les partides i indrets específics del terme de la Cabanassa són les Artigues, la Brica, els Camps del Solà de la Perxa, el Castellàs, o Castellassa, la Closa de les Forques, Darrer el Castell, Darrer la Perxa, la Devesa, la Devesa del Castellàs, Entre les Artigues i la Cabanassa, les Escanals, el Mas Aldebert, les Molines, els Pasquerets, Pedermaleres (nom antic), la Perxa i el Prat de l'Hort.

## Transports i comunicacions
El poble de la Cabanassa està molt ben comunicat, atès que el terme es troba al fons de la vall de la Tet, per on circulen les carreteres principals de la comarca, a més de la via del ferrocarril.

### Carreteres
En primer lloc, la carretera N - 116 (Perpinyà - la Guingueta d'Ix), la carretera que fa d'enllaç bàsic del Conflent. Aquesta carretera, que passa ran de la riba dreta de la Tet, permet arribar a Perpinyà en 81,1 quilòmetres. Per aquesta carretera, la Cabanassa dista, citant només els pobles i viles a peu de carretera, 2,8 km de Fetges, 10,5 km de Fontpedrosa, 14,5 km de Toès, 20,8 km d'Oleta, 25,4 km de Serdinyà, 30,3 km de Vilafranca de Conflent, 35,5 km de Rià, 36,4 km de Prada, 42,7 km de Marqueixanes, 47 km de Vinçà, 50,2 km de Rodès i 51,9 km de Bulaternera. Des de Bulaternera, la carretera té forma d'autovia i va directa a Perpinyà. En direcció oest, la Cabanassa es troba a 13,4 km de Sallagosa i a 22,4 de la Guingueta d'Ix, on enllaça amb dues carreteres, una cap a Puigcerdà, on arriba en 2,1 quilòmetres més, i la Baixa Cerdanya, i l'altra cap a bona part de l'Alta Cerdanya i Ax-les-Thermes.
Les carreteres D - 118 i D - 618 també tenen el seu punt de partença en el terme de la Cabanassa, tot i que el seu recorregut dins del terme és breu. La D - 118 (N - 116, a la Cabanassa - Axat) uneix la Cabanassa i Montlluís, la Llaguna i els pobles del Capcir, abans d'entrar a Occitània, i la D - 618 (N - 116, a la Cabanassa - Ur), que uneix la Cabanassa amb tota la zona central de l'Alta Cerdanya.
També hi ha la carretera D - 10 (N - 116, a Montlluís - N - 618, a Font-romeu, Odelló i Vià), que uneix la Cabanassa amb Montlluís en 1,5 km, amb Bolquera en 5,9 i amb Odelló en 10,7. També hi ha la carretera D - 32 (La Cabanassa - Planès), que duu fins a Sant Pere dels Forcats en 7 km i a Planès en 10,1. Finalment, la carretera D - 33 (La Perxa - Estavar), que comunica la Cabanassa amb els pobles del sud de l'Alta Cerdanya: Eina (5,8 km), Llo (11,4), Sallagosa (13,8), Ro (15,3) i Estavar (19,8).

### Ferrocarril
El Tren Groc, Vilafranca de Conflent - la Tor de Querol travessa el terme comunal de la Cabanassa, on es troba l'Estació de Montlluís - la Cabanassa. És la línia 12 TER Llenguadoc Rosselló. Aquest tren entra a la Cabanassa pel Viaducte del Jardó, de 88 metres de llarg, damunt del riu d'aquest nom, i 1.278 metres més endavant arriba a l'estació esmentada. Tot seguit s'adreça al Coll de la Perxa i a l'Estació de Bolquera-Eina. Poc després el tren arriba al seu punt més alt, a 1.592 m alt, en el moment que surt de la Cabanassa per a entrar en el terme comunal de Bolquera i, per tant, a l'Alta Cerdanya.

### Transport públic col·lectiu
La Cabanassa compta amb la línia 260, que uneix Perpinyà amb la Cerdanya passant per Prada, fins on es directa des de la capital del Rosselló, Rià, Vilafranca de Conflent, Serdinyà, Oleta, Toès, Fontpedrosa, Fetges, Montlluís, Bolquera, Font-romeu, Èguet, Targasona, Angostrina, Vilanova de les Escaldes, Ur, Enveig, la Tor de Querol, la Cabanassa, Sallagosa, Er, Naüja, Oceja, la Guingueta d'Ix, Ur (fent un bucle a l'Alta Cerdanya), Enveig, la Tor de Querol, Porta i Portè. Aquesta línia circula de dilluns a dissabte amb quatre serveis diaris en direcció a la Cerdanya i cinc en direcció a Perpinyà, més un servei diari extra divendres i dissabte i tres serveis en cada direcció el diumenge.

### Els camins del terme
Pocs són els camins existents en el terme de la Cabanassa: Camí de la Llaguna al Molí d'Eina, Camí de Rasès (nom ara en desús), Camí Ral, o Real, de Cerdanya, Camí Ral, o Real, de Perpinyà, Ruta de Montlluís, Ruta de Prada, Ruta de Sallagosa, Ruta de Sant Pere, a més del camí de ferro del Tren Groc, entre els camins que uneixen la Cabanassa amb els termes i pobles veïns. De camins interns del terme propi, hi ha el Camí de la Perxa i el Camí de la Vibra.

## Activitats econòmiques
El territori de la Cabanassa és un altiplà de muntanya, on la principal producció agrícola ha estat sempre les pastures i el farratge. Això ha fet que hi hagi una activitat ramadera important. La producció de llet es destina principalment a una cooperativa local que va començar a mitjan segle xx i es va unir posteriorment amb les d'Er i de Prada, i que de seguida es va anar estenent per tot el territori. A part de la llet, hi ha petites extensions de cereals i d'hortalisses.
També hi ha a la Cabanassa un parell de serradores de fusta i una planta productora d'àmbit estatal de llavor de pi. Finalment, i des del darrer terç del segle xx, el turisme ha agafat una importància creixent, beneficiat per l'existència de pistes d'esquí en els entorns.

## Història

### Edat mitjana
A l'Edat Mitjana, l'entitat que tenia més importància de l'actual terme de la Cabanassa era la Perxa, tot i que el primer esment es refereix al Vilar de Caselles, precedent de l'actual la Cabanassa. L'any 965 el comte Sunifred de Cerdanya donà l'alou del Vilar de Caselles al monestir de Santa Maria d'Arles, alhora que els confiava la gestió del pas pel Coll de Jardó (l'actual Coll de la Perxa). El monjos d'Arles hi fundaren aleshores l'hospital i priorat de Santa Maria de la Perxa, que el 1233 rebia privilegis del comte cerdà Nunó Sanç.

### Edat Moderna
Les lluites amb els francesos durant el segle xvii destruïren el priorat i l'hospital, i, finalment, el rei francès Lluís XIV uní el priorat de Santa Maria de la Perxa a l'orde del Carme i Sant Llàtzer de Jerusalem, i el 1696 les seves rendes foren atribuïdes a l'Hospital de Pobres de Perpinyà. Secularitzat el 1807, les restes que restaven de l'hospital i de l'església foren destruïts.

## Demografia

### Demografia antiga
La població està expressada en nombre de focs (f) o d'habitants (h)
| 12 f | 110 h | 94 h | 21 f |

(Fonts: Pélissier, 1986.)
Nota:
- 1720: dels quals, 3 f per a la Perxa;
- 1767: dels quals, 19 h per a la Perxa;
- 1789: dels quals, 2 f per a la Perxa.

### Demografia contemporània
| Evolució de la població |      |      |      |      |      |      |      |      |
| 1793                    | 1800 | 1806 | 1821 | 1831 | 1836 | 1841 | 1846 | 1851 |
| 119                     | 113  | 117  | 122  | 176  | 215  | 246  | 243  | 234  |

| 1856 | 1861 | 1866 | 1872 | 1876 | 1881 | 1886 | 1891 | 1896 |
| ---- | ---- | ---- | ---- | ---- | ---- | ---- | ---- | ---- |
| 243  | 223  | 245  | 303  | 222  | 255  | 253  | 225  | 261  |

| 1901 | 1906 | 1911 | 1921 | 1926 | 1931 | 1936 | 1946 | 1954 |
| ---- | ---- | ---- | ---- | ---- | ---- | ---- | ---- | ---- |
| 211  | 311  | 253  | 228  | 186  | 187  | 236  | 287  | 230  |

| 1962 | 1968 | 1975 | 1982 | 1990 | 1999 | 2004 | 2009 | 2014 |
| ---- | ---- | ---- | ---- | ---- | ---- | ---- | ---- | ---- |
| 266  | 452  | 589  | 526  | 577  | 622  | 756  | 708  | 670  |

| 2015 |
| ---- |
| 662  |

Fonts: Ldh/EHESS/Cassini fins al 1999, després INSEE a partir deL 2004

### Evolució de la població

Població 1962-2008

## Administració i política

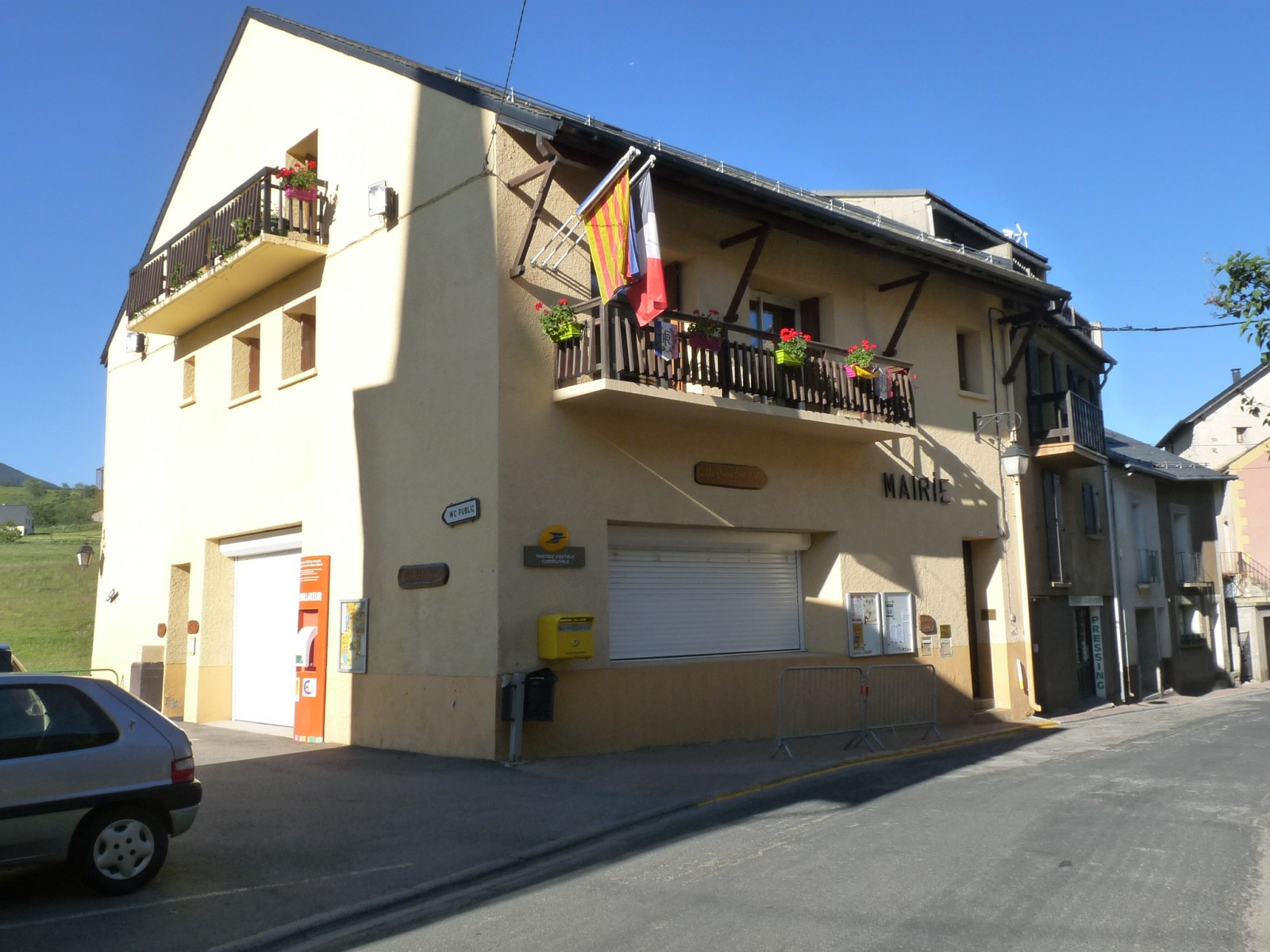
Casa del Comú de la Cabanassa

### Batlles
| Batlle              | Període                       |
| ------------------- | ----------------------------- |
| Jacqueline Armengou | Març del 2001 - Març del 2014 |
| François Delcasso   | Març del 2014 - Moment actual |

### Legislatura 2014 - 2020

#### Batlle
- François Delcasso.

#### Adjunts al batlle[13]
- 1a: Cécile Tisserand
- 2n: Jean-Pierre Fougère
- 3r: Frédéric Heidmann.

#### Consellers municipals
- Christine Colomer-Camusat
- Gisèle Comas
- Jean-Pierre Julien
- Jean-Paul Marquez
- Francky Menet
- Sabine Santolaria Delalée
- Alexandra Comanges
- Stéphane Gaumond
- Daniel Canto
- Xavier Ochs
- Alain Noé.

### Adscripció cantonal

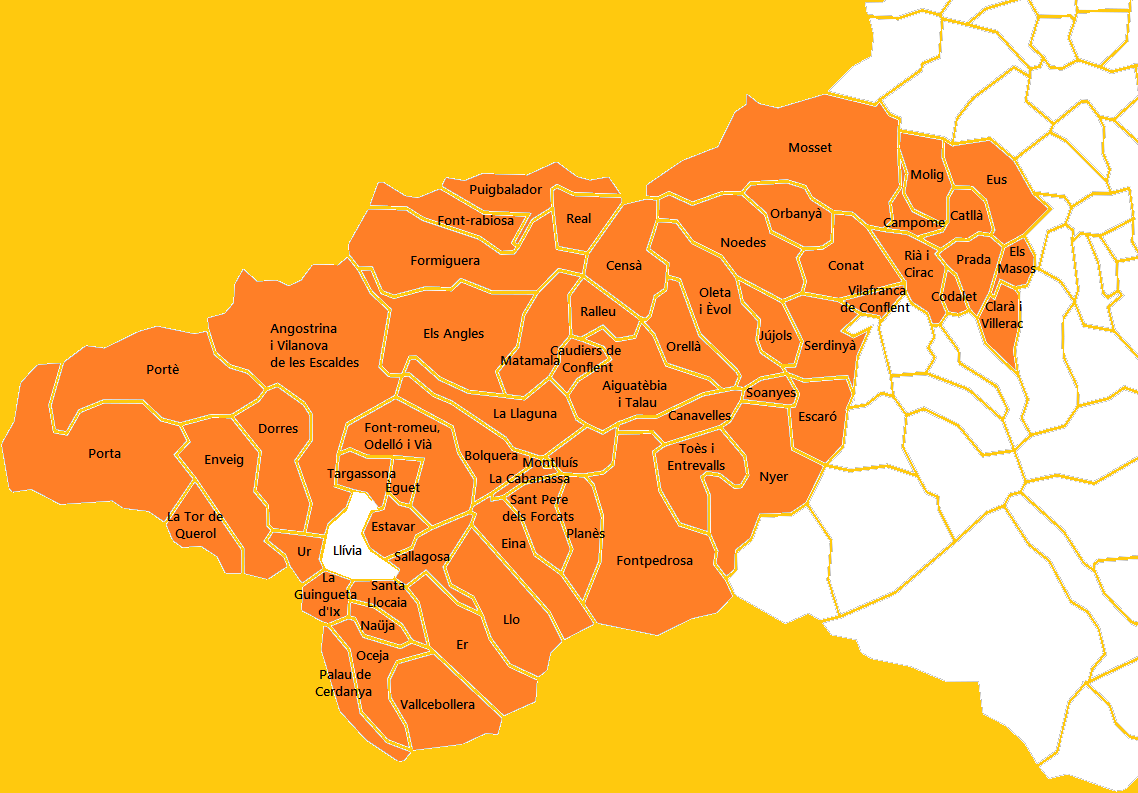
Mapa del Cantó dels Pirineus Catalans

A les eleccions cantonals del 2015 la Cabanassa ha estat inclòs en el cantó número 13, dels Pirineus Catalans, que inclou els pobles d'Angostrina i Vilanova de les Escaldes, Bolquera, Dorres, Èguet, Eina, Enveig, Er, Estavar, Font-romeu, Odelló i Vià, la Guingueta d'Ix, Llo, Naüja, Oceja, Palau de Cerdanya, Porta, Portè, Sallagosa, Santa Llocaia, Targasona, la Tor de Querol, Ur i Vallcebollera, de la comarca de l'Alta Cerdanya, els Angles, Font-rabiosa, Formiguera, Matamala, Puigbalador i Ral, de la del Capcir, i les viles de Montlluís, Prada i Vilafranca de Conflent i els pobles d'Aiguatèbia i Talau, la Cabanassa, Campome, Canavelles, Catllà, Caudiers de Conflent, Censà, Clarà i Villerac, Codalet, Conat, Escaró, Eus, Fontpedrosa, Jújols, la Llaguna, Els Masos, Molig, Mosset, Noedes, Nyer, Oleta i Èvol, Orbanyà, Orellà, Planès, Ralleu, Rià i Cirac, Sant Pere dels Forcats, Sautó, Serdinyà, Soanyes i Toès i Entrevalls, de la del Conflent, amb capitalitat a Prada. Són conselleres per aquest cantó Jean Castex i Hélène Josende, de la Unió de la Dreta.

### Serveis comunals mancomunats
La Cabanassa forma part de la Comunitat de comunes dels Pirineus Catalans, amb capitalitat a la Llaguna, juntament amb Aiguatèbia i Talau, els Angles, Bolquera, Caudiers de Conflent, Censà, Eina, Font-romeu, Odelló i Vià, Font-rabiosa, Formiguera, la Llaguna, Matamala, Montlluís, Planès, Puigbalador, Ralleu, Real, Sant Pere dels Forcats i Sautó.

## Ensenyament i Cultura
L'escola de la Cabanassa forma part actualment d'un agrupament pedagògic intercomunal entre la Llaguna, Sant Pere dels Forcats, Montlluís i la Cabanassa. A cadacun dels tres darrers pobles hi ha una secció maternal. L'escola elemental està repartida entre Sant Pere dels Forcats per al nivell més baixa, el primari, Montlluís per al primer curs d'elemental i la Llaguna per al segon d'elemental; a la Cabanassa hi ha els dos cursos d'ensenyament mitjà. L'escola és al centre del poble, a l'Avinguda de la Cerdanya.
Per a continuar els seus estudis, els joves i adolescents de la Cabanassa poden assistir també a les escoles primàries de Bolquera, Fontpedrosa, Font-romeu, Montlluís o Sant Pere dels Forcats. Per a la secundària, als col·legis de Font-romeu, la Guingueta d'Ix o Oceja, i per al batxillerat, els liceus de Font-romeu o la Guingueta d'Ix.